# 女囚さそり 第41雑居房
『女囚さそり/第41雑居房』（じょしゅうさそり/だい41ざっきょぼう）は、1972年（昭和47年）12月30日公開の日本映画。東映東京撮影所製作。
同年8月25日公開『女囚701号/さそり』に次ぐ、女囚さそりシリーズの第二弾。

## 概要
本作は、前作の続編で脱走したナミが再び刑務所に入れられ、刑務所の外での作業終わりに移送中の車から女囚6人たちと共に脱走し、街まで逃亡を試みるという内容になっており、ややロードムービー的な作品となっている。
本作では、女囚たちの過去の犯罪が語られるシーンやナミたちが乗ったバスがトンネルに入るシーンなどで現実世界とは違う空想世界のような演出が取られている。

## ストーリー
女囚さそりこと松島ナミ(梶芽衣子)は法務省巡閲官の目前で、刑務所長の郷田(渡辺文雄)の隻眼めがけ、尖らせたスプーンの柄を突き刺した。女囚逹への憎悪を燃やす郷田は、石切場の重労働を与えた。ナミは、郷田の企みにより看守の辻(小松方正)らに凌辱される。看守らの隙を突き彼らを殺害し、ナミ、大場(白石加代子)ら女囚逹７人は脱走を図る。

## スタッフ
- 監督：伊藤俊也
- 企画：吉峰甲子夫
- 原作：篠原とおる(『さそり』ビッグコミック連載)
- 脚本：神波史男、松田寛夫、伊藤俊也
- 撮影：清水政郎
- 録音：広上益弘
- 照明：桑名史郎
- 美術：桑名忠之
- 編集：田中修
- 助監督：馬場格昭
- 記録：高津省子
- 擬斗：日尾孝司
- スチール：藤井善男
- 進行主任：東一盛
- 装置：根上徳一
- 装飾：米沢一弘
- 美粧：住吉久良蔵
- 美容：花沢久子
- 衣装：宮下貞子
- 演技事務：山田光男
- 現像：東映化学
- 音楽：菊池俊輔

## キャスト
松島ナミ
演 - 梶芽衣子
『さそり』の異名を持つ。脱走の常習犯。前作の口数の少ない性格に加え、攻撃的な性格で強い視線と瞬間的な怒りの感情を出すようになっている。ひでたち6人の女囚と共に脱走を図っているが、ひでたちからは良く思われておらず、その場しのぎに一緒に行動している状態。脱走中は、途中で出会った老婆からもらった包丁を武器に行動する。

### ナミと共に脱走する6人の女囚
大場ひで
演 - 白石加代子
女囚たちのリーダー的存在。野心家で気性が激しく、手段を選ばない。自身の顔にコンプレックスを持っている。ナミと共に脱走しているが彼女のことを敵視している。過去に夫が浮気した腹いせに自身の2人の子供を殺害している。脱走中は、看守から奪ったライフル銃を武器にして行動を取る。
安木富子
演 - 賀川雪絵
ひでの仲間の女囚。茶髪の長い髪型。他の女囚と同じく気性が激しく、暴力的な行動を取る。過去に売春行為を重ねて刃傷沙汰を起こした。脱走後、ひでたちと共にバスを襲撃して乗客を人質にとりバスジャックを起こす。
我妻春江
演 - 八並映子
ひでの仲間の女囚。妻子ある男性に横恋慕の末、その妻を毒殺した過去がある。愛する男と再会することを熱望している。作中では、“よかちん音頭”を女囚たちの前で歌うシーンがある。レズ。
野田朝子
演 - 伊佐山ひろ子
ひでの仲間の女囚。他人の幸せを妬んで放火した罪で収監。ひでたちと共に脱走後に追いかけてきた看守を惨殺したり、食べ物を得るために野犬を殺して肉にありつくなどの手荒い行為を行う。レズ。
都ローズ
演 - 石井くに子
ひでの仲間の女囚。泣き虫で子供のようだが、心優しい性格なため女囚から親しまれている。他の女囚と違い、ナミにも親しく接しており彼女が怪我した時に手当をしたり、彼女のために涙を流すなどしている。自らに襲い掛かった父親を逆に殺してしまった過去を持つ。
及川君代
演 - 荒砂ゆき
ひでの仲間の女囚。髪型は長い髪の毛を結んで右肩から前へ垂らしている。交際していた若い情夫が自身の幼い息子を虐待していたため、絞殺した。脱走中に実家に立ち寄り最愛の息子と再会する。

### 刑務所の看守たち
郷田毅
演 - 渡辺文雄
前作(『女囚701号/さそり』)で自身の右目を失明させたナミに私怨を抱き、1年間にわたって彼女を拘束具をつけた状態で地下牢に閉じ込めていた。冒頭で栄転が決まったが、脱走したナミたちを刑務所に引き戻すことを栄転前の最後の任務として彼女たちを追いかける。後に法務省東京矯正菅区長に転任。
沖崎
演 - 室田日出男
看守長。メガネを掛けている。仲間の看守を殺して脱走したナミたちを連れ戻すため脱走後、君代の家族を利用して女囚たちの居場所を探ろうとする。
古谷
演 - 堀田眞三
副看守長。サングラスをかけて、口ひげを生やしている。ライフル銃を用いて脱走したナミたちを刑務所に引き戻そうとする。
辻
演 - 小松方正
看守。冒頭の石切場で郷田の命令を受けて任務の一環として、数人の看守たちとともにナミを強姦する。しかし直後にナミたちに逆襲に遭い絶命する。
田所
演 - 佐藤京一
看守。石切場で郷田の命令を受けて任務の一環として、数人の看守たちとともにナミを強姦する。その後、逃走中のナミたちの足取りを追い、隠れ家を突き止めようとするがナミたちに捕まり、抵抗するも殺害される。
鳥居
演 - 三重街恒二
看守。石切場で郷田の命令を受けて任務の一環として、数人の看守たちとともにナミを強姦する。その後、脱獄したナミたちの追跡班に参加。バスに篭城する大場の銃弾に被弾し、死亡。
尾形
演 - 阿藤海
看守。長髪。石切場で郷田の命令を受けて任務の一環として、数人の看守たちとともにナミを強姦する。その後、脱獄したナミたちの追跡班に参加。バスに篭城する大場の銃弾に被弾し、死亡。
風間
演 - 久地明
看守。護送中の車輌を運転していたがナミたちの逆襲に遭い、絶命する。
落合
演 - 林宏
稲村
演 - 宮地謙吾
看守
演 - 五野上力、横山繁

### その他の主な人物
法務省巡閲官
演 - 戸浦六宏
栄転することになった郷田を労うために女子刑務所を訪れ、看守たちから歓迎イベントを催される。また渋々ながらイベントに出席した女囚たちにも罪を償って早く出所できるよう、一人一人に一言ずつ励ましの言葉をかける。
老婆
演 - 田中筆子
姥捨てにより一人であばら家に身を寄せていた所を脱走したナミたちと出会う。終始包丁を持って「呪ってやる呪ってやる」などと呪文のように独り言を言っている。
及川の両親
演 - 岩井松二郎、近衛秀子
逃走中の及川たちの足を封じるために看守たちに利用させられる。
和夫
演 - 小出隆之
及川の子。会いに来た及川に仲間の居場所を吐かせるために看守たちに利用される。ブリキ製のバラゴンで遊んでいる。
若い男
演 - 小林稔侍
バス旅行の乗客。大和町商店街若い正直の会。商店街慰安旅行に参加していた数十人の男女のグループの一部。道中で一時休憩した近くの川で酒を飲んだ後、偶然出会った一人の女囚に乱暴をはたらく(3番目)。
若い男
演 - 伊達弘
バス旅行の乗客。大和町商店街若い正直の会。商店街慰安旅行に参加していた数十人の男女のグループの一部。その途中、一時休憩した近くの川で酒を飲んだ後、偶然出会った一人の女囚に乱暴をはたらく(1番目)。
若い男
演 - 高月忠
バス旅行の乗客。大和町商店街若い正直の会。商店街慰安旅行に参加していた数十人の男女のグループの一部。その途中、一時休憩した近くの川で酒を飲んだ後、偶然出会った一人の女囚に乱暴をはたらく(2番目)。
年配の男
演 - 長谷川弘
バス旅行の乗客。戦時中に大陸で姑娘(クーニャン)をレイプした自慢話をする。
バスガイド
演 - 伊丹さかえ
乗客たちの下世話に赤面し、セクハラに対しても気丈に職務を全うする。
バスの運転手
演 - 山之内修
乗客
演 - 山田甲一、木村修、佐川二郎、山浦栄、笠原玲子、須永かつ代、谷本小代子、山本緑、竹村清女、名逹ますみ
その他の人物
警官
演 - 相馬剛三
東京区間員
演 - 三浦忍
囚人
演 - 園かおる、八百原寿子、小甲登枝恵、愛田ジュン、渡辺ゆき

## 同時上映
『昭和残侠伝 破れ傘』
- 主演：高倉健 / 監督：佐伯清 / 脚本：村尾昭
- 昭和残侠伝シリーズ第9作